# Cesvaine
Cesvaine (deutsch: Seßwegen) ist eine Stadt in der Region Vidzeme, dem historischen Livland im östlichen Lettland. Im Jahre 2022 zählte Cesvaine rund 1200 Einwohner. Cesvaine liegt an dem Flüsschen Sula in wald- und seenreicher Umgebung.

## Geschichte
1209 kam der Ort Seßwegen in den Besitz des Bischofs von Livland. Anstelle der hölzernen lettgallischen Befestigung wurde bis 1240 eine gemauerte Burg errichtet um die sich eine Ansiedlung bildete. 1577 wurde die Burg vom Zar Iwan dem Schrecklichen zerstört. Die Besatzung wurde wegen ihres langen Widerstandes getötet. 1582 kam die Region dann unter die Herrschaft von Polen-Litauen. Im Zweiten Nordischen Krieg wurde die Burg 1656 erneut von russischen Truppen eingenommen und zerstört.
Seit 1815 war das Gut Seßwegen im Besitz der Familie von Wulf. Nach 1850 ließ Baron Wulf das aufgelassene Dorf neu anlegen. 1879 wurde die evangelisch-lutherische Kirche im neugotischen Stil von dem Architekten Paul Max Bertschy erbaut. Nach Entwürfen der Berliner Architekten Hans Grisebach und Georg Dinklage wurde von 1890 bis 1897 neben der Burgruine das Schloss Seßwegen im historistischen Stil errichtet und ein Schlosspark angelegt. 1922 wurde das Gutsland enteignet und für Siedlerstellen aufgeteilt.
Im Zweiten Weltkrieg verlief die Frontlinie 1944 längere Zeit durch dieses Gebiet. Cesvaine war dabei Stützpunkt einer lettischen SS-Division.
1991 erhielt Cesvaine das Stadtrecht. 2002 brannte das Schloss teilweise ab. Durch öffentliche Gelder sowie Spenden konnte es wiederhergestellt werden.
2009 wurde die Stadt mit der umliegenden Gemeinde zum Bezirk Cesvaine (Cesvaines novads) zusammengefasst. Im Jahr 2010 lebten 3114 Einwohner auf einem Gebiet von 190,5 km². 2021 ging der Bezirk im neuen Bezirk Madona auf.

## Verkehr
Der Bahnhof Cesvaine liegt an der Eisenbahnstrecke von Plavinas nach Gulbene.

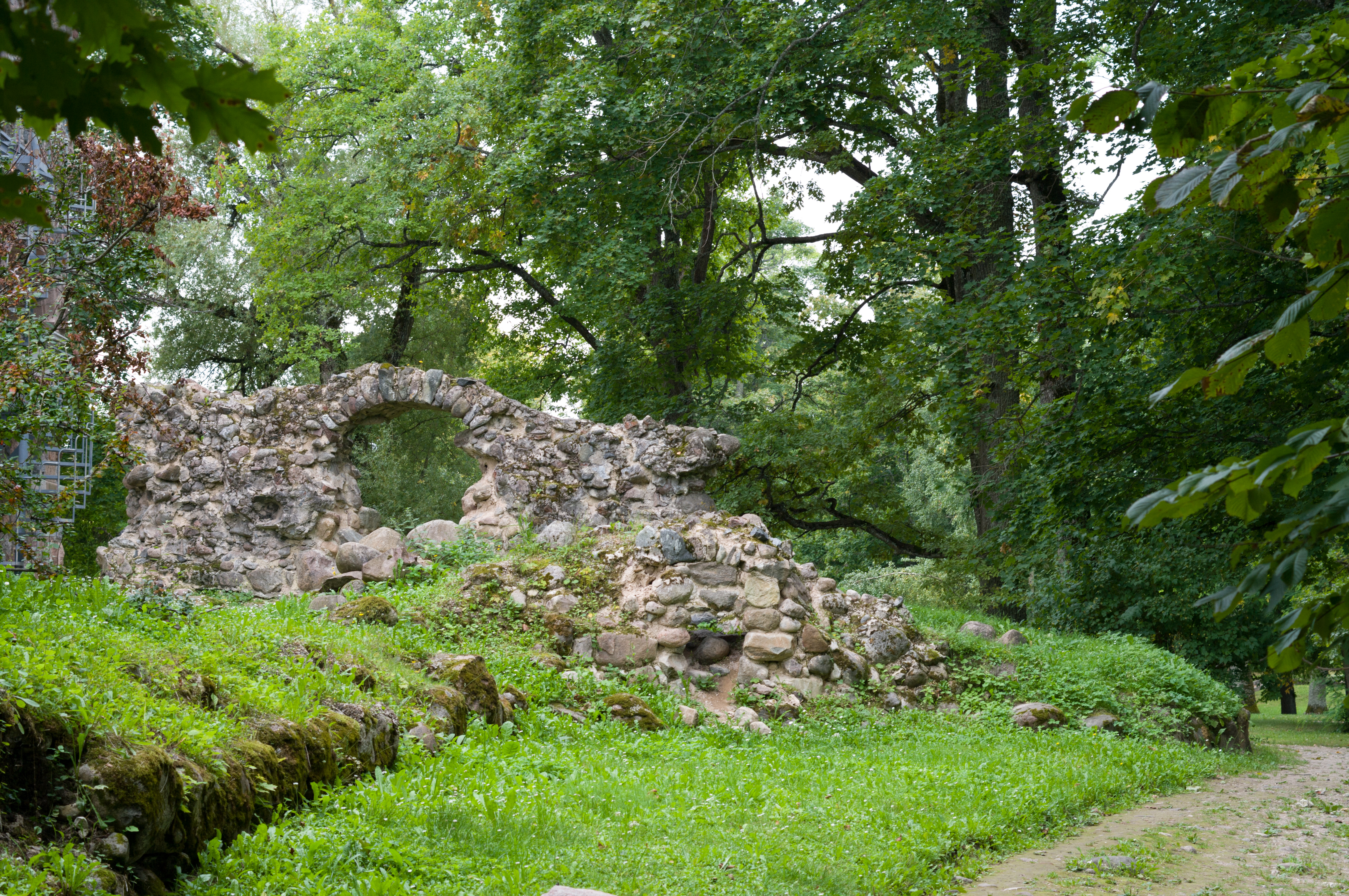
Mauerreste der Bischofsburg Seßwegen
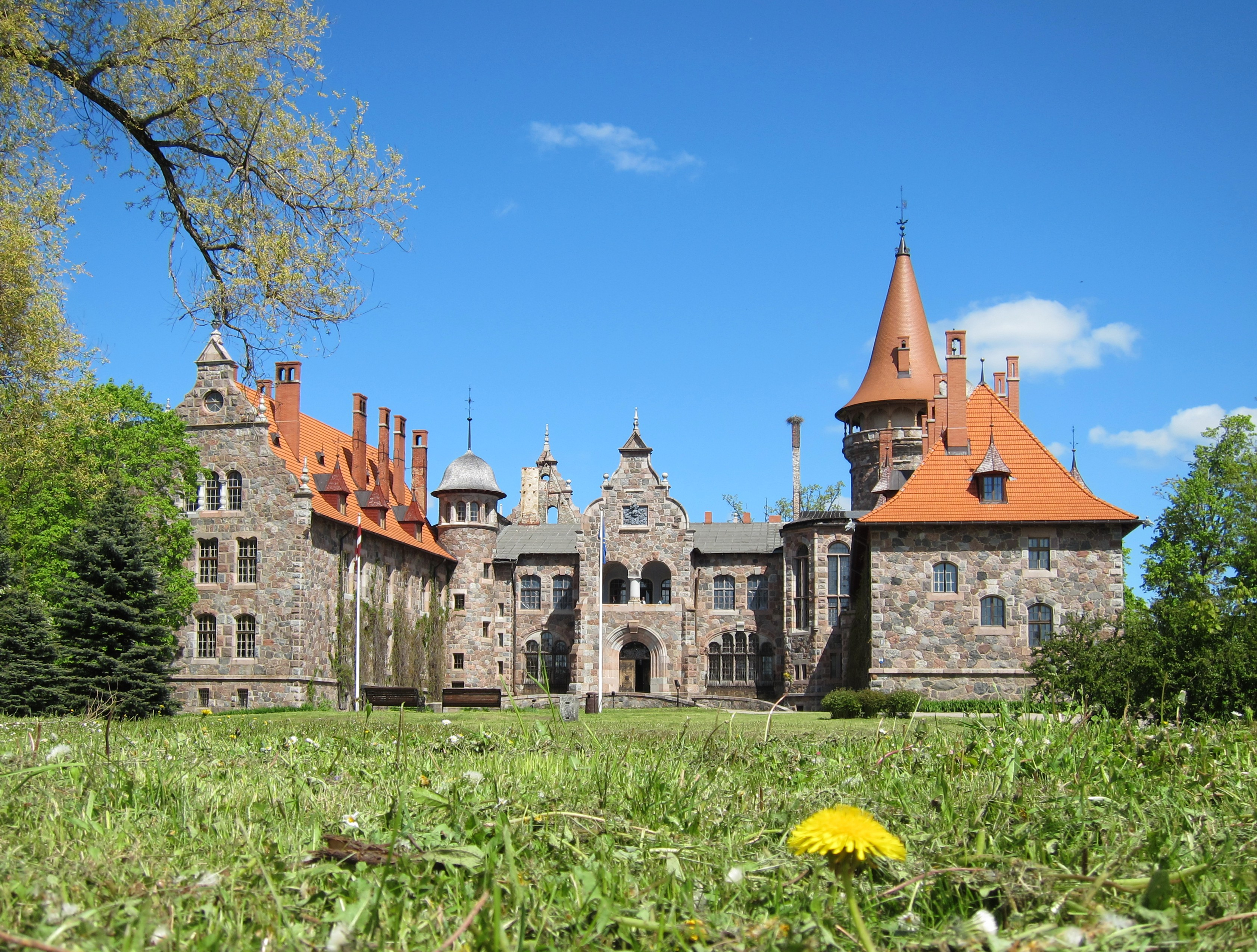
Schloss Seßwegen
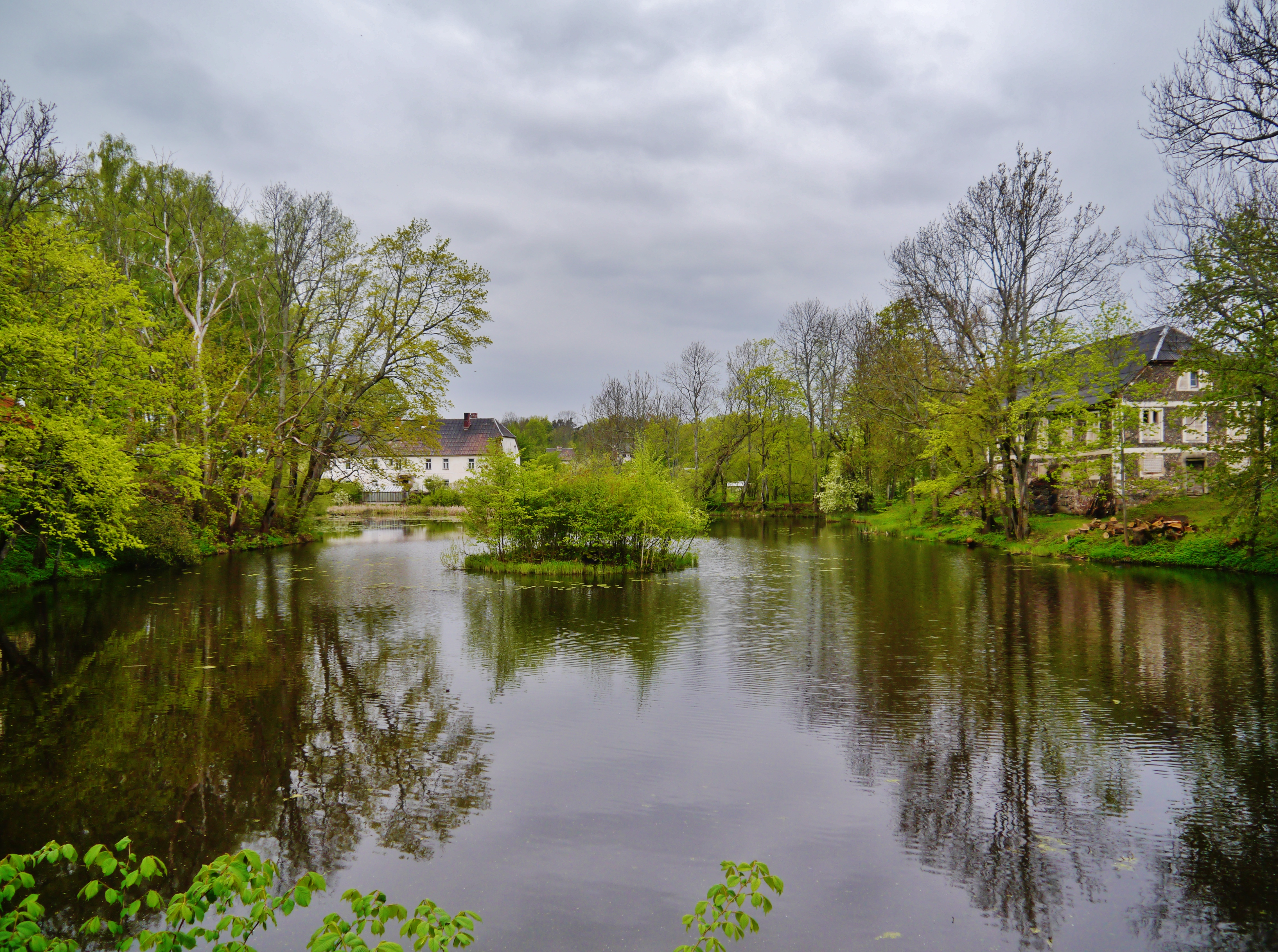
Schlosspark
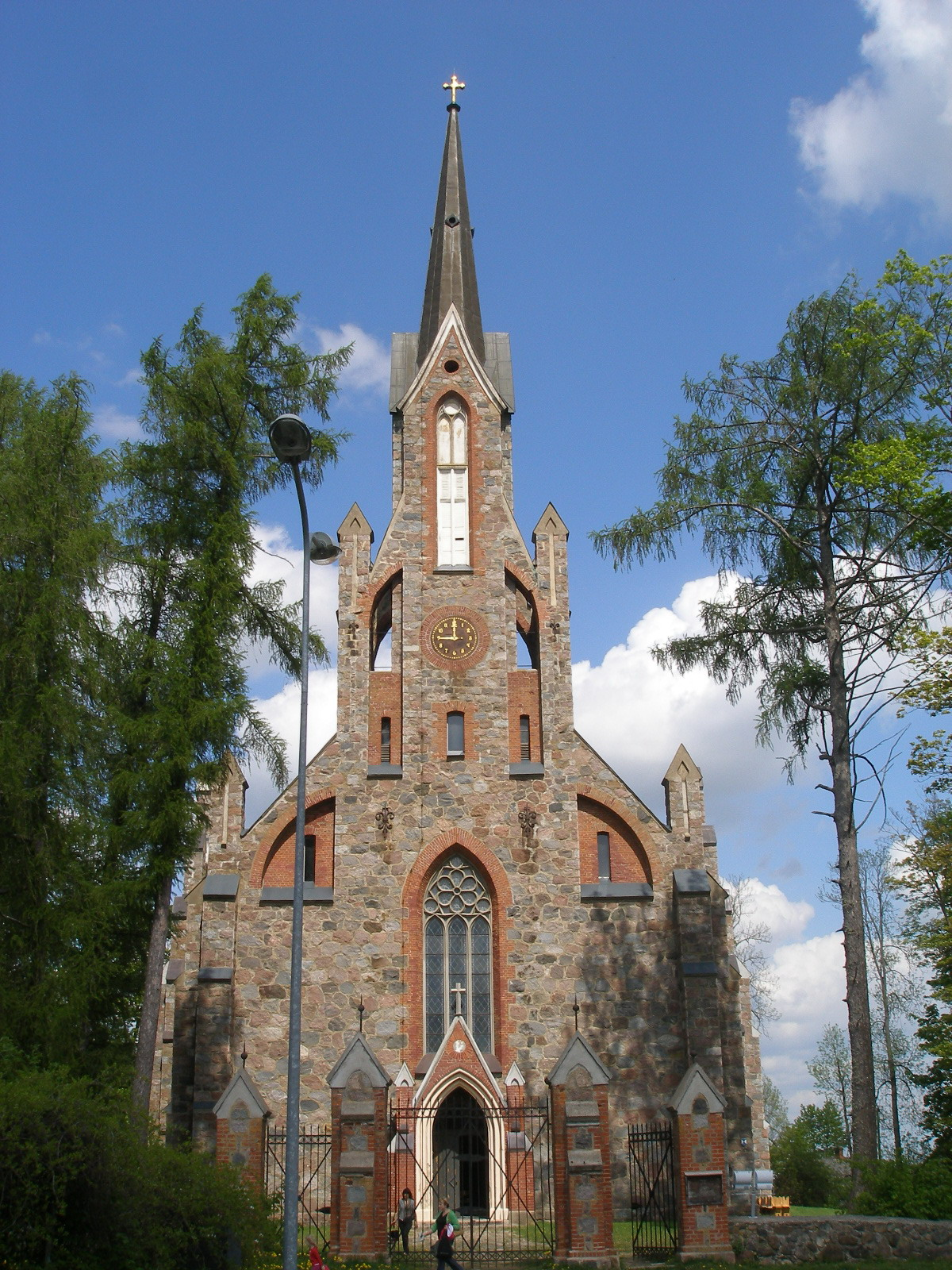
Evangelisch-lutherische Kirche zu Cesvaine
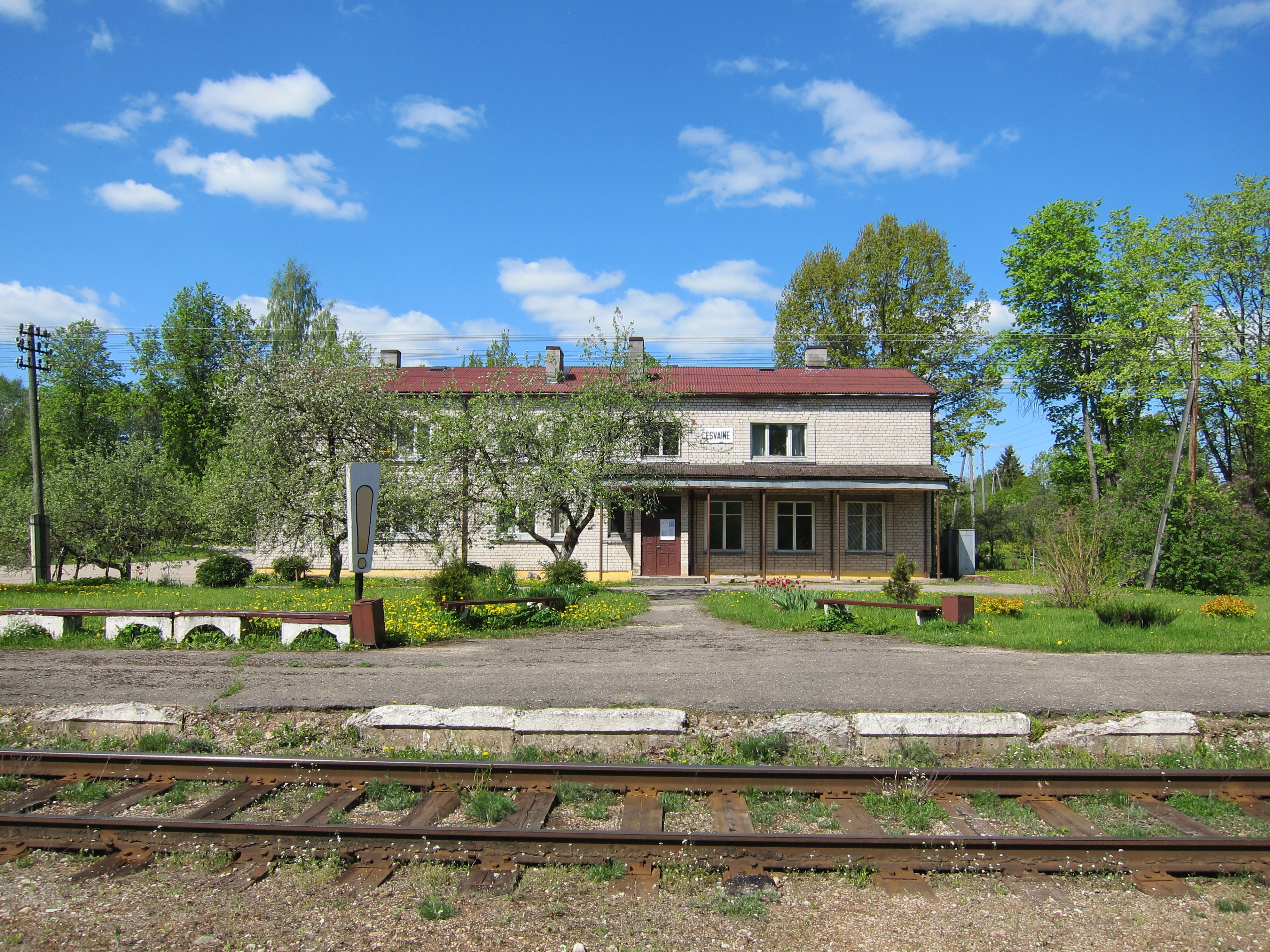
Bahnhof Cesvaine

## Personen
- Jakob Michael Reinhold Lenz (1751–1792), deutsch-baltischer Schriftsteller
- Johann Ludwig Müthel (1764–1821), deutsch-baltischer Rechtswissenschaftler und Hochschullehrer
- Harijs Cerbulis (1909–1984), Fußballspieler, Basketballspieler und -schiedsrichter